# Улица Трефолева (Ярославль)
У́лица Тре́фолева (бывшая Варваринская улица, Февральская улица) — улица в историческом центре города Ярославля, лежащая между Советской улицей и площадью Волкова. Нумерация домов ведётся от Советской улицы.

## История
В XVII—XVIII веках восточнее Казанского монастыря вдоль городской стены проходила Казанская улица, получившая название по монастырю. Она начиналась от улицы Калинина и заканчивалась у Пробойной улицы, упираясь в церковь Екатерины Великомученицы Варваринского прихода.
При регулярной перепланировке города, частично на месте старой Казанской улицы, была проложена новая широкая прямая улица, пересекавшая весь Земляной город. Она начиналась от новой Казанской улицы около Власьевской башни и проходила до Волжской набережной. Улица получила название Варваринская (с вариантом Большая Варваринская), по находившимся на ней церквям Варваринского прихода.
Позже часть новой улицы от церквей до Волжской набережной была застроена, и Варваринская стала заканчиваться у Пробойной улицы. Параллельную этой части Малую Варваринскую улицу в обиходе часто объединяли с Варваринской, и к началу XX века они уже считались одной Варваринской улицей.
После сноса в 1820 году стен Земляного города улица стала выходить на Театральную площадь.
В 1821 году на Варваринской, в створе Ростовской улицы, была возведена 60-метровая колокольня Казанского монастыря, долгое время бывшая самым высоким строением в городе.
В 1918 году, захватив власть в городе, большевики стали массово переименовывать улицы. Варваринскую они переименовали в Февральскую — по названию месяца, когда произошла Февральская революция, давшая им возможность захватить власть. При артиллерийском обстреле города Красной армией в июле 1918 года колокольня получила сильные повреждения; через 10 лет её окончательно разрушили.
В апреле 1940 года по неизвестным причинам улицу переименовали в улицу Трефолева в честь Л. Н. Трефолева (1839—1905) — ярославского поэта и краеведа, в 1870-х годах жившего на этой улице.
В конце 1958 году в сквере на пересечении Трефолева и Крестьянской был установлен бюст Л. Н. Трефолева.

## Здания и сооружения
- № 9/11 — Департамент здравоохранения и фармации Ярославской области. Бывшее здание обкома КПСС. Построено в 1936 году.
- № 9 — Межрайонная инспекция федеральной налоговой службы № 5 по Ярославской области. Бывшее отделение Государственного Банка Российской империи. Построено по проекту архитектора Александра Никифорова
- № 12 — Бывший дом купца Лопатина. В 1870-е годы в нём проживал Леонид Трефолев[2]
- № 12а — Бывший доходный дом Власьевых[3]
- № 13 — Бывший дом Груздева, построенный в конце XVIII века[4]
- № 14 — Бывший особняк Тверицкого, построенный в стиле классицизма[5]
- № 15 — Бывший дом Успенского, возведенный в начале XIX века[6]
- № 18 — Бывший дом Казанского монастыря[7]
- № 20 — Церковь Покрова Богородицы Казанского монастыря. Построена в 1828 году. В 1950-е годы была перестроена под планетарий[2]. Позднее здесь размещался Провинциальный колледж. В 2011 возвращена монастырю.
- № 20г — Общественная приёмная полномочного представителя Президента РФ в ЦФО по Ярославской области
- № 21 — Гостиница «Купцовъ Дом». Бывший дом Хальфина[8]
- № 23 — Бывший дом Петрова[9]

- Департамент здравоохранения и фармации (№ 9/11)
- Налоговая инспекция (№ 9)
- Особняк XIX века (№ 11)
- Бывший дом Лопатина (№ 12)
- Бывший дом Груздева (№ 13)
- Бывший дом Тверицкого (№ 14)
- Бывший дом Успенского (№ 15)
- Бывший дом Казанского монастыря (№ 18)
- Церковь Покрова Богородицы (№ 20)
- Бывший дом Хальфина (№ 21)

## Известные жители
д. 13 — Герой Советского Союза А. Д. Андреев
- Борис Немцов